# Aeroporto di Tampere-Pirkkala

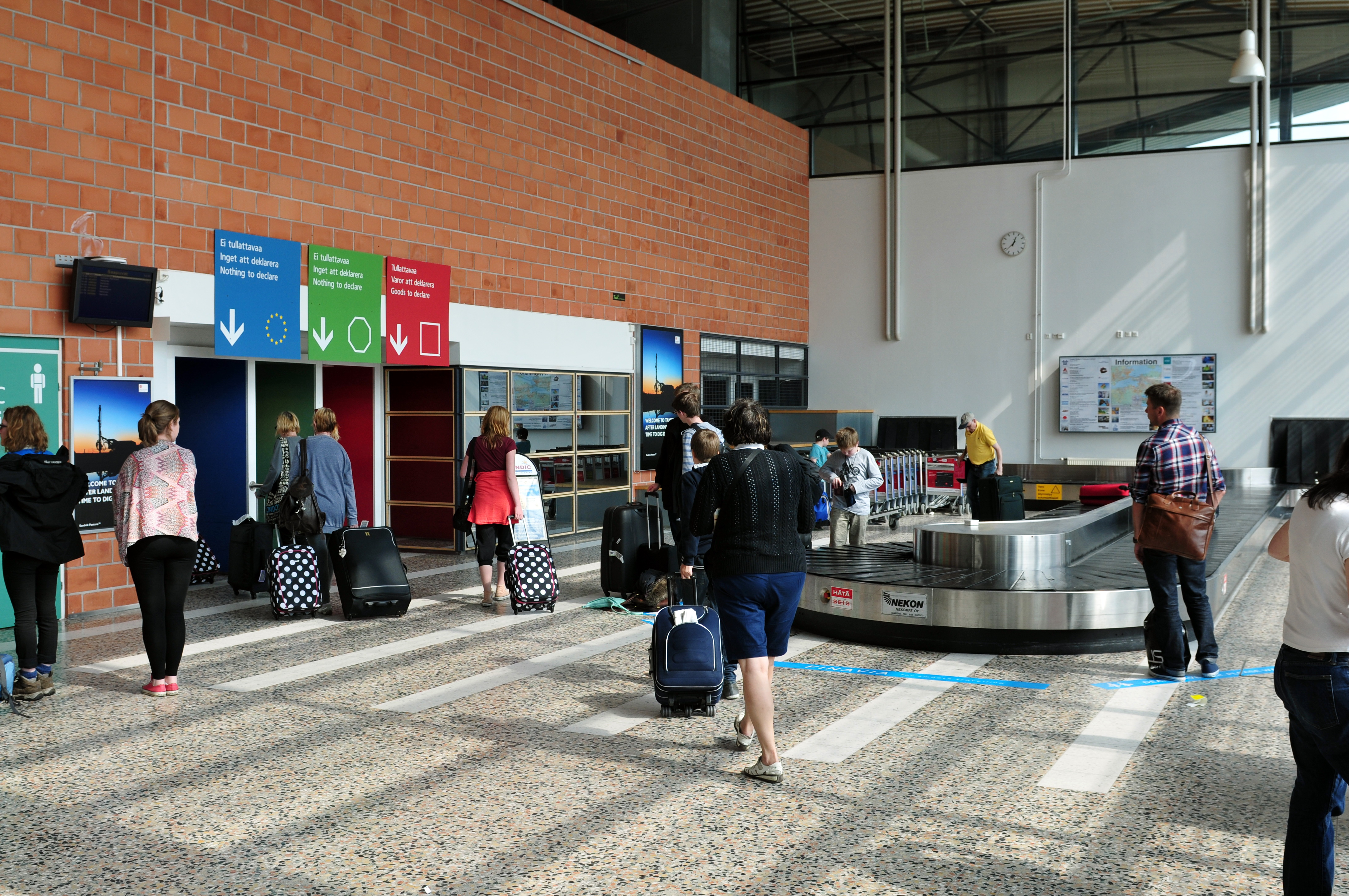
Terminal 1

L'aeroporto di Tampere-Pirkkala (IATA: TMP, ICAO: EFTP), situato a Pirkkala, 13 km a sud-ovest di Tampere, è il terzo aeroporto più trafficato della Finlandia.
Tampere-Pirkkala è anche uno degli aeroporti in maggiore crescita della Finlandia, ha avuto un numero annuale di passeggeri di 256.000 nel 2000 e di 632.000 nel 2006. La maggior parte di questa crescita è attribuita ai voli a basso costo della Ryanair.
L'aeroporto è anche la base del Comando dell'aviazione di Satakunta (Satakunnan lennosto) della Suomen ilmavoimat.